# Parastagonospora nodorum
Parastagonospora nodorum (Tidigare Phaeosphaeria nodorum med anamorf: Stagonospora nodorum) är en svampart som först beskrevs av Berk., och fick sitt nu gällande namn av Quaedvlieg, Verkley & Crous. 2013 och det nya namnet godkändes 2016. Parastagonospora nodorum ingår i släktet Parastagonospora och familjen Phaeosphaeriaceae.
Arten är reproducerande i Sverige. Inga underarter finns listade i Catalogue of Life. .
Parastagonospora nodorum orsakar brunfläcksjuka främst på vete och är en ekonomiskt viktig skadesvamp. Förutom vete så kan svampen angripa korn, rågvete, råg, ängsgröe, kvickrot och olika lostaarter.

## Vetets brunfläcksjuka

### Skadebild
Svampen angriper alla ovanjordiska delar av värdväxten, där den bildar bruna fläckar på bladen, ofta med en mörk fläck i mitten samt mörkare kanter. Varje fläck brukar avgränsas med en gulgrön zon där den döda vävnaden möter levande vävnad. Fläckarna är inledningsvis linsformade eller avlånga på bladen men med tiden så växer de till mer ojämna former och vissa fläckar växer ihop. Efter en tid bildas det asexuella fruktkroppar i fläckarna i form av pyknidier, dessa fruktkroppar är bruna, runda och sitter nere i bladvävnaden.

### Biologi
Svampen smittar genom mycel och fruktkroppar på växtrester som finns kvar i fältet eller på smittat utsäde. Vad gäller utsädet så sitter smittat på utsidan av kärnan och därför måste grodden komma i kontakt med kärnans yttre för att plantan ska smittas. Från växtrester smittar svampen genom hyfer, dessa kommer från sporer och konidier som gror på plantans blad. Dessa hyfer tränger sedan igenom bladytan eller tar sig in i växten genom klyvöppningar. Inom ett fält smittar svampen främst genom regnstänk, detta gör att svampen "klättrar" från de nedre bladverken upp i växten och till slut upp till axen. De smittar även genom att blöta blad rör vid varandra och så överför konidier mellan plantor. P. nodorum är ingen svamp som förlitar sig på vindspridning, detta då det krävs att konidierna måste befinna sig i vindburna vattendroppar. Sexuell förökning hos P. nodorum är vanligt enligt tester på SLU, men den asexuella förökningen anses ändå vara den mest väsentliga spridningen av svampen. Vid sexuell förökning sker det heterothalliskt.

### Förebyggande åtgärder och bekämpning
En bra växtföljd är alltid att föredra för att minimera risken för ett svampangrepp. Detta gäller även en svamptyp som P. nodorum som överlever på växtrester. Det optimala vad gäller växtföljden är att ha två års uppehåll mellan vete samt att plöja ner växtrester i marken. Då kommer de konidier som överlever på växtresterna att brytas ned av mikroorganismer när de kommer i kontakt med markfukten. Några andra förebyggande åtgärder som hjälper att minska smittan är att ge måttliga givor kväve, i Danmark har man sett att när givorna är uppdelade på flera och därigenom mindre så minskar det angreppen av svampen. En sen sådd av höstvete minskar också möjligheten för svampen att etablera sig samt att det finns sorter som är mer motståndskraftiga mot svampen. Med betning kan man begränsa smittan om den skulle införas med utsädet, detta är ingen hundraprocentig åtgärd men det minskar i alla fall risken.
Vad gäller bekämpning finns det preparat som är verksam mot svampen. Dessa preparat ska sprutas från stråskjutning till blomning, alltså DC30-DC69. En bekämpning är oftast mest lönsam om den sker i samband med ett stort antal regndagar på vår och försommar.